# Episodi di Law & Order - I due volti della giustizia (quindicesima stagione)
La quindicesima stagione della serie televisiva Law & Order - I due volti della giustizia, composta da 24 episodi, è stata trasmessa in prima visione sul canale statunitense NBC dal 22 settembre 2004 al 18 maggio 2005.
In Italia la stagione è stata trasmessa in prima visione su Rai 2 dal 21 agosto 2007 al 7 aprile 2009. In particolare, i primi quattro episodi sono stati trasmessi dal 21 al 24 agosto 2007 nel pomeriggio, mentre i rimanenti episodi sono stati trasmessi dal 28 ottobre 2008 al 7 aprile 2009 in seconda serata.
| nº | Titolo originale   | Titolo italiano         | Prima TV USA      | Prima TV Italia  |
| -- | ------------------ | ----------------------- | ----------------- | ---------------- |
| 1  | Paradigm           | La moglie irachena      | 22 settembre 2004 | 21 agosto 2007   |
| 2  | Dead Wives Club    | Vittime collaterali     | 22 settembre 2004 | 22 agosto 2007   |
| 3  | The Brotherhood    | I Brotherhood           | 29 settembre 2004 | 23 agosto 2007   |
| 4  | Coming Down Hard   | Farmaci ad alto rischio | 6 ottobre 2004    | 24 agosto 2007   |
| 5  | Gunplay            | Sotto copertura         | 20 ottobre 2004   | 28 ottobre 2008  |
| 6  | Cut                | Negligenza criminale    | 27 ottobre 2004   | 4 novembre 2008  |
| 7  | Gov Love           | Un caso di principio    | 10 novembre 2004  | 11 novembre 2008 |
| 8  | Cry Wolf           | Amore paterno           | 17 novembre 2004  | 18 novembre 2008 |
| 9  | All in the Family  | Affari di famiglia      | 24 novembre 2004  | 21 novembre 2008 |
| 10 | Enemy              | Il signore della guerra | 1º dicembre 2004  | 25 novembre 2008 |
| 11 | Fixed              | Al di là della legge    | 8 dicembre 2004   | 28 novembre 2008 |
| 12 | Mammon             | Sesso e denaro          | 5 gennaio 2005    | 5 dicembre 2008  |
| 13 | Ain't No Love      | Giustizia e lealtà      | 12 gennaio 2005   | 28 dicembre 2008 |
| 14 | Fluency            | Il falso vaccino        | 19 gennaio 2005   | 4 gennaio 2009   |
| 15 | Obsession          | Un caso di plagio       | 9 febbraio 2005   | 24 febbraio 2009 |
| 16 | The Sixth Man      | Gioco sporco            | 16 febbraio 2005  | 3 marzo 2009     |
| 17 | License to Kill    | Un falso eroe           | 23 febbraio 2005  | 10 marzo 2009    |
| 18 | Dining Out         | Sogno infranto          | 2 marzo 2005      | 16 marzo 2009    |
| 19 | Sects              | La setta                | 30 marzo 2005     | 23 marzo 2009    |
| 20 | Tombstone          | La cosa giusta (1)      | 13 aprile 2005    | 29 marzo 2009    |
| 21 | Publish and Perish | Legalità ferita         | 20 aprile 2005    | 30 marzo 2009    |
| 22 | Sport of Kings     | Il fantino di Panama    | 4 maggio 2005     | 4 aprile 2009    |
| 23 | In God We Trust    | Colpa e riscatto        | 11 maggio 2005    | 6 aprile 2009    |
| 24 | Locomotion         | L'incidente             | 18 maggio 2005    | 7 aprile 2009    |

## La moglie irachena
- Titolo originale: Paradigm
- Diretto da: Matthew Penn
- Scritto da: Richard Sweren (sceneggiatura) e Dick Wolf (soggetto)

### Trama
Green e il suo nuovo partner Joe Fontana si trovano a indagare sull'omicidio di una giovane donna, vestita di una tunica bianca con sopra una croce dipinta con il sangue. I detective scoprono che la vittima era una riservista dell'esercito degli Stati Uniti, tornata a casa dopo aver trascorso alcuni mesi in Iraq, ma scoprono tramite alcune foto che la donna aveva prestato servizio in una prigione irachena, sottoponendo i prigionieri a feroci torture. Quindi i sospetti di Fontana e Green cadono su una donna irachena che aveva sposato un americano e per di più con suo fratello rinchiuso in una prigione irachena. Durante il processo, il suo difensore cerca abilmente di giustificare la condotta della sua cliente mettendo sotto accusa la guerra in Iraq e il comportamento dei soldati americani.
- Guest star: Sarita Coundhury (Nadira Harrington), Randall Newsome (Jeff Harrington).

- Nota. Questo episodio segna la prima apparizione nella serie per Dennis Farina, nel ruolo del detective Joe Fontana sostituto del pensionato Lennie Briscoe.

- Nota. Questo episodio è ispirato allo scandalo che ha coinvolto la prigione di Abu Ghraib in cui molti prigionieri vennero brutalmente sottoposti a torture durante la guerra in Iraq.

## Vittime collaterali
- Titolo originale: Dead Wives Club
- Diretto da: David Platt
- Scritto da: Nick Santora

### Trama
Fontana e Green indagano su un incidente del traghetto che attraversa l'Hudson con una sola vittima: una giovane donna. Dall'autopsia emerge che la vittima è stata spinta dal traghetto e che quindi si è trattato di omicidio. Indagando sul passato della donna, i detective scoprono che la vittima era la vedova di un vigile del fuoco morto durante l'attentato dell'11 settembre; la vittima, rimasta sconvolta da quei fatti, si era poi sposata con un altro vigile del fuoco sopravvissuto a quel maledetto giorno. I sospetti di Fontana e Green cadono sulla prima moglie di quest'ultimo, la quale si opponeva all'ex marito per impedirgli di vedere i suoi figli. L'analisi del DNA conferma la responsabilità della prima moglie nell'omicidio della vittima, ma durante il processo il suo avvocato difensore invoca il trauma subito da quel maledetto 11 settembre. Nonostante il parere contrario della Southerlyn, McCoy è inflessibile e dà ragione all'avvocato.
- Guest star: Amy Carlson (Collette Connolly).

- Nota. Questo episodio è ispirato a tre eventi realmente accaduti: il primo è sull'incidente dello Staten Island Ferry avvenuto il 15 ottobre 2003 con 11 morti e 165 feriti, in cui il pilota del traghetto Richard Smith si è dichiarato colpevole di omicidio preterintenzionale e condannato a 18 mesi di reclusione e l'ex direttore degli traghetti Patrick Ryan si è dichiarato colpevole di omicidio colposo e condannato a 1 anno e mezzo di reclusione. Invece il secondo è sulle conseguenze dell'attentato dell'11 settembre 2001 e il terzo è sulla controversa tecnica di profilazione del DNA a basso numero di copie.
- Nota. La guest star dell'episodio Amy Carlson prende parte al cast nel terzo spin-off Law & Order - Il verdetto, nel ruolo dell'assistente del procuratore Kelly Gaffney.

## I Brotherhood
- Titolo originale: The Brotherhood
- Diretto da: Jean De Segonzac
- Scritto da: Alfredo Barrios Jr (soggetto e sceneggiatura) e Wendy Battles (soggetto)

### Trama
Fontana e Green indagano sull'omicidio di un criminale uscito di prigione da poco, si indaga sull'ambiente carcerario, e in particolare sulla banda carceraria con inclinazioni neonaziste chiamata I Brotherhood, di cui la vittima faceva parte. I detective scoprono che la gang ha preso di mira una delle guardie carcerarie, arrivando a minacciare anche la moglie e i figli. La guardia viene incriminata, in seguito alle sue impronte trovate sull'arma del delitto. Il suo legale, durante il processo, invoca la legittima difesa preventiva, affermando che dopo aver saputo che la vittima era stata rilasciata sulla parola, l'uomo lo ha ucciso per garantire l'incolumità della sua famiglia. McCoy invece è consapevole della pericolosità della gang, che arriva a minacciare in aula il giudice del processo.
- Guest star: Gary Basaraba (John Worley), Candice Bergen (Amanda Anderlee).

- Nota. L'attrice Candice Bergen interpreta il giudice Amanda Anderlee sia in questo episodio, che in tre episodi dello spin-off Law & Order - Il verdetto.

- Nota. Questo episodio è ispirato alla banda carceraria chiamata Fratellanza ariana e al caso di Matthew F. Hale un criminale neo-nazista che venne condannato a 40 anni di reclusione per aver incoraggiato un informatore federale a uccidere il giudice federale Joan Lefkow.

## Farmaci ad alto rischio
- Titolo originale: Coming Down Hard
- Diretto da: Richard Dobbs
- Scritto da: Davey Holmes

### Trama
Fontana e Green indagano sulla morte apparentemente suicida di uno studente universitario, precipitato dalla sua stanza del college e finito contro un'auto, e cominciano a indagare sulla sua famiglia e sui suoi amici. Ma quando un'altra studentessa universitaria si suicida, i detective pensano che queste morti sospette siano collegate a un programma di ricerca farmaceutica in cui i due suicidi erano coinvolti: venivano infatti pagati per testare alcuni medicinali, assumendoli per verificare gli effetti collaterali, che causano ai soggetti gravi episodi di depressione sfociati in tentativi di suicidio. Quindi i loro sospetti cadono sul produttore della società farmaceutica, McCoy e la Southerlyn lo mettono sotto processo per aver ignorato diversi studi scientifici che confermavano i rischi connessi all'assunzione dei medicinali in grande quantità.
- Guest star: Sherry Anderson (Anne Jenlow), Robin Baxter (Anne Jenlow), Ross Bickell (Bob Schubert).

- Nota. Questo episodio è ispirato all'insolitamente alto numero di suicidi commessi durante l'anno universitario 2003-2004.

## Sotto copertura
- Titolo originale: Gunplay
- Diretto da: Constantine Makris
- Scritto da: William N. Fordes e Elle Johnson (accreditata come Lois Johnson)

### Trama
Fontana e Green indagano sul duplice omicidio di due poliziotti sotto copertura, uccisi da dei trafficanti di armi mentre stavano acquistando delle pistole. Green, amico di una delle vittime, decide di mettersi in contatto con i presunti colpevoli fingendo di voler acquistare un'arma. L'operazione riesce alla perfezione, ma Fontana e Green apprendono che in un sito web, di proprietà di un avvocato, sono pubblicate le foto di alcuni poliziotti sotto copertura, tra cui anche quelle delle due vittime. McCoy decide di incriminarlo per istigazione all'omicidio, ma lui e la Southerlyn scoprono che il suo figliastro era stato ucciso nel corso di un'altra operazione dai poliziotti uccisi.
- Guest star: Antonio D. Cherity (Dexter Richmond), Marcus Dean Fuller (Bruce Zimmerman), Jeff Greene (Calvin May).
- Nota. Questo episodio è ispirato al caso di Ronell Wilson, un criminale che nel 2003 uccise due poliziotti sotto copertura. Per questi omicidi Wilson è stato condannato a morte.
- Ascolti Italia: telespettatori 1 936 000 – share 10%[5]

## Negligenza criminale
- Titolo originale: Cut
- Diretto da: Richard Dobbs
- Scritto da: Wendy Battles

### Trama
Fontana e Green indagano sulla morte di una famosa scrittrice di romanzi gialli, avvenuta poche ore dopo essersi sottoposta a un intervento di chirurgia plastica. L'autopsia rivela che è morta a causa dell'interazione tra gli antidepressivi che assumeva e un medicinale somministratole da un chirurgo estetico. Fontana e Green confermano la negligenza del medico a curare la vittima, e la sua indifferenza a lei dopo l'intervento. Branch insiste affinché McCoy lo incrimini per omicidio per negligenza.
- Guest star: Bruce Altman (Alvin Lawrence).
- Nota. Il titolo italiano dell'episodio è stato utilizzato anche nell'episodio omonimo della nona stagione.
- Nota. Questo episodio è ispirato al caso di Olivia Goldsmith, un'autrice di libri gialli morta il 29 gennaio 2004 per le complicazioni di un intervento di chirurgia estetica.
- Ascolti Italia: telespettatori 2 466 000 – share 12,07%[7]

## Un caso di principio
- Titolo originale: Gov Love
- Diretto da: Michael Pressman
- Scritto da: Richard Sweren e Ross Berger

### Trama
Fontana e Green indagano sull'omicidio della moglie del governatore del Connecticut, avvenuto nel corso di una raccolta fondi per il partito democratico. I sospetti cadono proprio sul governatore, sospettato di aver favorito, con la concessione di molti appalti pubblici, le società di un suo amico. L'imprenditore, presente alla raccolta, viene anche lui sospettato dell'omicidio, ma il caso prende una svolta inaspettata quando afferma di aver avuto una relazione con il governatore e che la moglie li aveva scoperti. In seguito confessa di aver commesso lui stesso il delitto. McCoy e la Southerlyn decidono di incriminarlo; ma il suo avvocato afferma che i due si erano segretamente sposati. Quindi McCoy, pur di costringere l'ormai ex governatore a testimoniare, decide di annullare tutti i matrimoni gay, ma la sua assistente Southerlyn si oppone fermamente.
- Guest star: Robin Thomas (Michael Riordan), Jeremy Webb (Devin Bradley).
- Nota. Questo episodio riprende lo stile degli episodi Un uomo in fin di vita e Due madri, una figlia che, al pari di questo episodio, parlano dell'omosessualità di Serena Southerlyn.
- Nota. Questo episodio è ispirato a due scandali controversi: il primo è sullo scandalo che ha coinvolto Jim McGreevey, che nel 2002 viene criticato dal suo amante segreto Golan Cipel, un consigliere della sicurezza nazionale israeliana. Invece il secondo è sullo scandalo che ha coinvolto John G. Rowland accusato di corruzione e condannato a un anno e 4 mesi di reclusione, 4 mesi di arresti domiciliari e 3 anni di libertà vigilata.
- Ascolti Italia: telespettatori 2 589 000 – share 13,46%[9]

## Amore paterno
- Titolo originale: Cry Wolf
- Diretto da: Don Scardino
- Scritto da: Nick Santora e Lorenzo Carcaterra

### Trama
Fontana e Green indagano sul tentato omicidio di un noto conduttore radiofonico e i sospetti cadono subito su una famiglia mafiosa, i cui crimini erano stati più volte denunciati dall'uomo nella sua trasmissione. I detective scoprono che la vittima e il boss erano amanti e quindi pensano a un delitto passionale. Nel frattempo, i due sicari vengono trovati morti, così come l'amante contesa tra i due. Dopo vari tentativi vani di processarlo per vari reati, McCoy e la Southerlyn incriminano il capomafia per l'omicidio della donna, e ottengono la confessione, ma non ha commesso lui quel crimine.
- Guest star: Arthur J. Nascarella (Michael Ruffino), Joe Piscopo (Jarret Whitestone).
- Nota. Questo episodio è ispirato al tentato omicidio di Curtis Silwa, avvenuto il 19 giugno 1992 in un taxi; per questo tentato omicidio è stato accusato John A. Gotti, ma la giuria non è riuscita a raggiungere un verdetto.
- Ascolti Italia: telespettatori 2 322 000 – share 12,14%[11]

## Affari di famiglia
- Titolo originale: All in The Family
- Diretto da: Jace Alexander
- Scritto da: William N. Fordes

### Trama
Fontana e Green indagano sull'omicidio di un commerciante di pietre preziose appartenente a una comunità di ebrei ortodossi, ma scoprono che l'uomo apparteneva alla mafia russa, e che stava collaborando con la procura federale per incastrare l'organizzazione. La responsabilità dell'organizzazione criminale russa nell'omicidio appare quindi evidente e per questo l'esecutore materiale viene arrestato. Fontana e Green scoprono che la moglie voleva il divorzio dalla vittima, ma per motivi religiosi non poteva ottenerlo senza il consenso del marito, e che proprio lei aveva denunciato all'organizzazione il tradimento del marito. McCoy la incrimina per omicidio, ma Branch lo costringe a far cadere le accuse.
- Guest star: Mercedes Ruehl (Zina Rybakov).
- Ascolti Italia: telespettatori 1 273 000 – share 6,22%[13]

## Il signore della guerra
- Titolo originale: Enemy
- Diretto da: Richard Dobbs
- Scritto da: Alfredo Barrios Jr.

### Trama
Fontana e Green indagano sul massacro in un appartamento, dove vivevano alcuni studenti del liceo di Manhattan, sulla scena vengono ritrovate tracce di droga. I detective capiscono che la strage è collegata al traffico di droga e allo spaccio di una qualità pregiata di droga proveniente dall'Afghanistan. Il capo dell'organizzazione, e responsabile della strage, risulta un collaboratore dell'esercito americano in Afghanistan, che invoca l'immunità diplomatica; ciò rende difficile il compito di McCoy e della Southerlyn a incriminarlo.
- Guest star: Christopher Maher (Qaadar Khaleel), Sándor Técsy (Arten Bardha).
- Ascolti Italia: telespettatori 2 358 000 – share 11,06%[15]

## Al di là della legge
- Titolo originale: Fixed
- Diretto da: Edwin Sherin (accreditato come Ed Sherin)
- Scritto da: Roz Weinman e Eric Ellis Overmyer (accreditato come Eric Overmyer)

### Trama
Fontana e Green indagano sull'omicidio stradale di un uomo rilasciato di prigione, dopo aver scontato la metà della pena ottenendo la libertà vigilata. La vittima era stata condannata per aver maltrattato sua moglie e sua figlia fino a causarne la morte. I sospetti si concentrano prima sul figlio della vittima, poi sulla ex moglie, nonché sulla sua nuova compagna e infine sulla terapista che aveva in cura la vittima in prigione, la quale si era resa conto che la vittima, una volta uscito, abusava anche della compagna e dei figli.
- Guest star: David Groh (Jacob Lowenstein), Marcia Jean Kurtz (Carla Lowenstein), Yvette Mercedes (Nurse Sykes)
- Nota. Il capitano Cragen viene erroneamente accreditato come tenente all'inizio dell'episodio. L'errore è stato corretto nelle repliche e DVD.
- Nota. Questo episodio è ispirato al rilascio sulla parola di Joel Steinberg, avvenuto il 30 giugno 2004.
- Ascolti Italia: telespettatori 1 389 000 – share 6,68%[17]

## Sesso e denaro
- Titolo originale: Mammon
- Diretto da: Jace Alexander
- Scritto da: William N. Fordes e Douglas Stark

### Trama
Fontana e Green indagano sull'omicidio di un ricco consulente finanziario e iniziano a sospettare della moglie e dell'amante di lei, l'imprenditore edile che aveva diretto i lavori di ristrutturazione dell'abitazione della coppia. La donna accetta di testimoniare al Grand Jury contro il suo amante, portando McCoy a incriminare quest'ultimo, però prima di testimoniare nuovamente al processo la donna viene trovata morta, per un'intossicazione di monossido di carbonio apparentemente accidentale. A quel punto McCoy si trova in un vicolo cieco per ammettere la testimonianza data dalla moglie al Grand Jury, dimostrando che l'amante abbia ucciso anche la moglie della vittima per impedirle di testimoniare.
- Guest star: Martin Kildare (John Snell).
- Nota. Questo episodio è stato dedicato alla memoria di Jerry Orbach, scomparso il 26 dicembre 2004. Alla fine, è apparso un messaggio intitolato Per Jerry con un memoriale pittorico dopo questo episodio. Lo stesso messaggio appare anche nell'episodio di Law & Order - Il verdetto intitolato La tata e l'episodio di Law & Order: Criminal Intent dal titolo La casa dei sogni.
- Nota. Questo episodio è ispirato all'omicidio di Ted Ammon, avvenuto il 20 ottobre 2001 per mano di Daniel Pelosi.
- Nota. Anche l'episodio della serie originale intitolato Suicidio assistito e l'episodio di Law & Order: Criminal Intent Famiglia felice sono ispirati a questo episodio.
- Ascolti Italia: telespettatori 1 816 000 – share 8,75%[18]

## Giustizia e lealtà
- Titolo originale: Ain't No Love
- Diretto da: Paris Barclay
- Scritto da: Richard Sweren ed Elle Johnson (accreditata come Lois Johnson)

### Trama
Fontana e Green indagano sull'omicidio di un famoso rapper e produttore discografico e sospettano di un rapper emergente, che nonostante fosse sotto contratto con la casa di produzione della vittima aveva inciso un remix del suo singolo da vendere in strada. La sua posizione si complica quando i detective scoprono che in una traccia del suo album si vanta di aver assistito all'omicidio, probabilmente commesso da un amico di vecchia data. La Southerlyn crede che il ragazzo non abbia ucciso il produttore, e che l'amico sia colpevole. Branch la licenzia perché poco adatta per perseguire gli imputati.
- Guest star: Richard Sheridan Willis (Neal Freedman).
- Nota. Fu l'ultima apparizione della serie per Elisabeth Röhm, nel ruolo dell'assistente del procuratore Serena Southerlyn. L'uscita di scena della Röhm è avvenuta a metà stagione, la prima dopo Paul Sorvino 12 anni prima.
- Nota. Questo episodio è ispirato all'omicidio di Jason Mizell detto Jam Master Jay, assassinato il 30 ottobre 2002 con un colpo di pistola alla testa nella sala di registrazione.
- Ascolti Italia: telespettatori 2 175 000 – share 10,97%[20]

## Il falso vaccino
- Titolo originale: Fluency
- Diretto da: Matthew Penn
- Scritto da: Nick Santora

### Trama
Fontana e Green indagano sulla morte di un bambino dovuta a un'influenza nonostante fosse stato vaccinato da poco tempo, l'autopsia rivela che era morto per una semplice soluzione salina. I detective scoprono che la soluzione salina, spacciata per vero vaccino, era stata immessa nel mercato nero, provocando la morte di alcuni pazienti. Poco dopo, Fontana e Green individuano il responsabile di tutto questo e McCoy e la sua nuova assistente Alexandra Borgia lo incriminano per poi condannarlo alla pena adeguata.
- Guest star: Robert Sedgwich (Elliot Peters).
- Nota. L'attrice S. Epatha Merkerson fa la sua 273ª apparizione nella serie, superando Jerry Orbach che ha 272 presenze nella serie.
- Nota. Fu la prima apparizione della serie per Annie Parisse, nel ruolo della nuova assistente di McCoy, Alexandra Borgia. La Parisse era già apparsa nella serie nell'episodio della dodicesima stagione L'avvocato difensore nel ruolo di una spogliarellista di un night-club.
- Nota. Questo episodio è ispirato sulla scarsità del vaccino antinfluenzale negli Stati Uniti durante la stagione invernale 2004-2005.
- Ascolti Italia: telespettatori 2 336 000 – share 10,65%[21]

## Un caso di plagio
- Titolo originale: Obsession
- Diretto da: Constantine Makris
- Scritto da: Wendy Battles e Alfredo Barrios Jr.

### Trama
Fontana e Green indagano sull'omicidio di un noto scrittore, ucciso dopo aver presentato il suo ultimo libro in una libreria. I detective sospettano di una donna che afferma di avere una relazione con la moglie della vittima e di aver ucciso quest'ultimo perché la maltrattava psicologicamente. La vedova invece afferma di non avere una relazione con la donna, ma alcune rivelazioni fanno pensare a McCoy e alla Borgia che la vedova abbia istigato la sua amante a uccidere il marito. Così McCoy e la Borgia, per dimostrare la sua colpevolezza, decidono di far testimoniare il figlio.
- Guest star: Timothy Adams (Tom McGrath), Marlyne Afflack (Alana Sinclair).
- Nota. Questo episodio è ispirato a due casi realmente accaduti: il primo è sullo scandalo sessuale del giornalista Bill O'Reilly e il secondo è su Celeste Beard, una donna che nel 1999 fece uccidere suo marito mentre dormiva; per questo omicidio la Beard venne condannata all'ergastolo.
- Ascolti Italia: telespettatori 1 583 000 – share 7,02%[22]

## Gioco sporco
- Titolo originale: The Sixth Man
- Diretto da: David Platt
- Scritto da: Elle Johnson (accreditata come Lois Johnson) (soggetto e sceneggiatura) e Richard Sweren (soggetto)

### Trama
Fontana e Green indagano sull'omicidio di un uomo di mezz'età, nonché tifoso di basket che aveva intentato una causa milionaria contro un noto giocatore di basket, accusandolo di averlo colpito in una rissa scoppiata durante la partita e che da anni tormentava il cestista, insultandolo durante gli incontri e facendogli telefonate anonime. Il giocatore confessa l'omicidio; ma afferma di averlo ucciso per difendersi da lui, che lo stava minacciando con un coltello.
- Guest star: Poncho Hodges (Silas Inwood).
- Nota. Questo episodio è ispirato a una rissa avvenuta durante una partita dell'NBA del 2004.
- Ascolti Italia: telespettatori 1 854 000 – share 9,01%[23]

## Un falso eroe
- Titolo originale: Licence to Kill
- Diretto da: Constantine Makris
- Scritto da: Richard Sweren e Stuart Feldman

### Trama
Fontana e Green indagano su un incidente in cui un'automobile si è schiantata contro la vetrina di un bar, uccidendo il conducente del mezzo e procurando ferite gravi a un ragazzo quindicenne. Scoprono che l'incidente, che ha provocato feriti anche tra i passanti e gli avventori del locale, è stato causato dall'inseguimento da parte di un'altra auto, che nel frattempo è già fuggita. Il caso ha una svolta inaspettata quando emerge che l'automobilista deceduto aveva poco prima ucciso diversi cacciatori in una riserva vicino a New York, e che poi era fuggito con una delle vittime, incurante del fatto che il figlio di lui stesse dormendo. Fontana e Green individuano il conducente della seconda auto, il quale aveva deciso di inseguirlo per impedirgli la fuga, dopo aver visto l'uomo fuggire dalla scena del crimine. L'uomo viene incriminato, ma l'opinione pubblica lo considera un eroe nazionale per aver salvato il ragazzo. Ma quando quest'ultimo muore, McCoy lo incrimina per omicidio volontario.
- Guest star: Mike Pniewski (Randall Stoller).
- Nota. Questo episodio è ispirato a due casi realmente accaduti: il primo è su Chai Vang, un uomo che nel 2004 uccise sei cacciatori e ne ferì due e per questo venne condannato a sei ergastoli consecutivi senza possibilità di libertà condizionale. Il secondo invece è su Carl Robert Brown, che nel 1982 uccise 8 persone e ne ferì altre 3, ma dopo la strage due passanti lo inseguirono con la macchina e lo uccisero, investendolo.
- Ascolti Italia: telespettatori 1 981 000 – share 8,85%[24]

## Sogno infranto
- Titolo originale: Dining Out
- Diretto da: Jean De Segonzac
- Scritto da: Davey Holmes

### Trama
Fontana e Green indagano sull'omicidio di una produttrice esecutiva televisiva, scoprendo che la vittima lavorava in una fondazione benefica fondata da due fratelli gemelli, che lei aveva accusato di aver intascato i fondi dell'ente. Ma i sospetti dei detective si concentrano sul marito e sull'amante della vittima, cioè un noto cuoco protagonista di un programma tv finanziato dalla vittima stessa, la quale però lo voleva chiudere per via dei bassi ascolti. McCoy e la Borgia affrontano un problema inaspettato quando vengono a conoscenza del comportamento scorretto di una componente della giuria.
- Guest star: Kamar De Los Reyes (Aberto Moretti).
- Ascolti Italia: telespettatori 1 746 000 – share 7,85%[25]

## La setta
- Titolo originale: Sects
- Diretto da: Richard Dobbs
- Scritto da: Frank Pugliese

### Trama
Fontana e Green indagano sull'omicidio di una sconosciuta, trovata morta in una camera d'albergo con dei documenti falsi. I sospetti si concentrano subito su un uomo, che tenta di suicidarsi, e interrogando la moglie dell'uomo, Fontana e Green scoprono che la moglie di lui è alla guida di una setta religiosa che promuove la sessualizzazione dei bambini. Poco dopo, l'uomo confessa il delitto, affermando che la madre lo aveva fatto iniziare all'attività sessuale all'età di 6 anni. A quel punto McCoy e la Borgia incriminano la donna per i crimini compiuti dalla setta da lei guidata.
- Guest star: Austin Lysy (Richard Ranson/Daniel Shelby).
- Nota. Questo episodio è ispirato al caso di Ricky Rodriguez, che nel 2005 fu coinvolto in un omicidio-suicidio: prima uccise una cinquantunenne e poi si suicidò.
- Ascolti Italia: telespettatori 1 907 000 – share 8,53%[26]

## La cosa giusta
- Titolo originale: Tombstone
- Diretto da: Eric Stoltz
- Scritto da: Rick Eid

### Trama
Fontana e Green indagano sull'omicidio di Jackie Holden, una giovane avvocatessa, associata in uno studio legale finanziario, la Cromwell & Moore. I due detective scoprono che negli ultimi mesi della sua vita aveva intrattenuto relazioni con diversi componenti dello studio. I detective credono che il mentore della vittima abbia ucciso quest'ultima, poiché le aveva dato una valutazione disastrosa, e che lo voleva denunciare per molestie sessuali inesistenti. La donna era anche rimasta incinta da uno dei tanti uomini con cui aveva fatto sesso. Le prove emerse dalle indagini finiscono anche in mano alla stampa, e la reputazione della vittima viene rovinata. Ma per McCoy e la Borgia il caso si complica quando il testimone chiave viene ucciso e Green ferito nell'agguato. A quel punto, McCoy deve convincere un socio anziano dello studio a rivelare la verità alla corte; ci riesce facendo leva anche su un'indagine per frode che sta per essere avviata nei suoi confronti.
- Guest star: Robert Clohessy (Testimone chiave Kenny Peluso).
- Nota: Questo episodio è la prima parte di un crossover che si concluderà con l'episodio Lo scheletro di Law & Order - Il verdetto. e segna l'uscita di scena temporanea di Jesse L. Martin, l'attore che interpreta il detective Green. L'attore in quell'anno ha dovuto riprendere il suo ruolo del personaggio di Tom Collins nell'adattamento cinematografico del musical Rent.
- Citazioni: "Ho bisogno di sapere che diavolo sta succedendo, il nostro testimone chiave è stato ucciso, il detective Green sta lottando con la morte, e non abbiamo idea di cosa è accaduto!" (Procuratore distrettuale Arthur Branch).
- Ascolti Italia: telespettatori 2 032 000 – share 8,38%[27]

## Legalità ferita
- Titolo originale: Publish and Perish
- Diretto da: Constantine Makris
- Scritto da: Tom Szentgyongi

### Trama
Fontana e il suo nuovo partner temporaneo Nick Falco indagano sull'omicidio di una famosa pornostar, che aveva da poco pubblicato un'autobiografia di grande successo e che aveva deciso di rivolgersi a un'altra casa editrice, suscitando così le ire della sua vecchia editor, che diventa la maggior indiziata del delitto grazie alla testimonianza di un poliziotto della narcotici. Ma, quando viene uccisa, Fontana e Falco sospettano dell'ex comandante della polizia di New York, ora senatore e in procinto di accettare un incarico di livello governativo.
- Guest star: John Hillner (Terry Stratton).
- Nota. L'attore Larry Sherman (alla sua ultima apparizione nella serie) è accreditato come Judge Irwin Hawes, ma la targhetta del personaggio indica Judge Colin Fraser.
- Nota. Questo episodio è ispirato al caso di Bernard Kerik, un politico che nel 2005 fu accusato di frode fiscale.
- Nota. Anche l'episodio della serie Law & Order: Criminal Intent intitolato Troppe ambizioni è ispirato al caso Kerik.
- Nota. Prima delle quattro apparizioni per Michael Imperioli, nel ruolo del detective Nick Falco, sostituto temporaneo di Green. L'attore era già apparso nella serie nel ruolo dell'assassino della sua ragazza nell'episodio La colpa di Sharon.
- Ascolti Italia: telespettatori 2 097 000 – share 8,53%[28]

## Il fantino di Panama
- Titolo originale: Sport of Kings
- Diretto da: Michael Pressman
- Scritto da: Richard Sweren (soggetto e sceneggiatura), Wendy Battles (soggetto e sceneggiatura) e Nick Santora (soggetto)

### Trama
Fontana e Falco indagano sull'omicidio di un fantino panamense, scoprendo che la vittima allenava un cavallo di nome Raspuntin e che aveva capito che si trattava di un vero fuoriclasse, dal valore molto maggiore di quanto affermato dal suo proprietario, e che alcune corse erano state truccate per nasconderne le grandi capacità. I sospetti si concentrano sul proprietario del cavallo, un imprenditore squattrinato con l'hobby delle corse dei cavalli, il quale aveva acquistato l'animale per tre milioni di dollari sottraendo le somme dal fondo pensioni della sua azienda. Per McCoy e la Borgia la faccenda si complica, quando uno dei dipendenti raggirati si fa giustizia da sé.
- Guest star: Scott Wilson (Ben Charney).
- Ascolti Italia: telespettatori 1 669 000 – share 7,39%[29]

## Colpa e riscatto
- Titolo originale: In God We Wrust
- Diretto da: David Platt
- Scritto da: Richard Sweren

### Trama
Fontana e Falco indagano sulla morte di un pompiere, avvenuta mentre stava cercando di domare un incendio in un palazzo. L'autopsia rivela che la vittima è morta per un colpo di pistola, sparato accidentalmente da un'arma abbandonata sul tetto dell'edificio. I detective scoprono che l'arma è connessa all'omicidio di un uomo di colore, avvenuto nove anni prima; e che il responsabile del delitto è il fratello della fidanzata della vittima, il quale non voleva che lei frequentasse un uomo di colore. Il caso per McCoy e la Borgia appare complicato perché l'assassino ha scoperto la fede ed è diventato un born again Christian, vivendo una vita irreprensibile fatta esclusivamente di preghiera e carità. Infatti il suo difensore afferma che la pena nei suoi confronti sarebbe inutile, perché la sua rieducazione si è già compiuta.
- Guest star: Jim True-Frost (Bruce Elwin).
- Ascolti Italia: telespettatori 2 197 000 – share 10,21%[30]

## L'incidente
- Titolo originale: Locomotion
- Diretto da: Matthew Penn
- Scritto da: Eric Ellis Overmyer (accreditato come Eric Overmyer) e Roz Weinman

### Trama
Fontana e Falco indagano sul deragliamento di un treno, che ha provocato la morte di 15 persone e il ferimento di molte altre, a causa di un SUV lasciato sulle rotaie. L'indagine porta i detective in diverse direzioni, compreso l'attacco terroristico e il tentato omicidio di un procuratore distrettuale che viaggiava sul treno. I sospetti cadono sull'uomo che voleva togliersi la vita facendosi investire sul treno con l'auto, ma quest'ultimo aveva cambiato idea all'ultimo momento. Il suo difensore chiede l'assoluzione per infermità mentale, ma l'uomo si difende da solo.
- Guest star: Joseph Lyle Taylor (Davey Buckley).
- Nota. Ultimo episodio per Michael Imperioli nel ruolo del detective Nick Falco, sostituto temporaneo di Green nel ruolo regolare.
- Nota. In questo episodio viene citata Andrea Yates, una donna che nel 2001 uccise i suoi 5 figli, annegandoli.
- Nota. Questo episodio è ispirato all'incidente ferroviario di Glendale avvenuto il 26 gennaio 2005, a opera di Juan Manuel Alvarez, che venne condannato all'ergastolo senza condizionale.
- Ascolti Italia: telespettatori 1 760 000 – share 7,99%[31]